# Biciklistička staza
Biciklistička staza je izgrađena prometna površina namijenjena za promet bicikala koja je odvojena od kolnika i obilježena propisanim prometnim znakom. Može imati jednu ili više traka za vožnju u jednom ili dva smjera.